# Famulatur
Die Famulatur (lat. famulatur ‚es wird gedient‘) ist in der Schweiz, Österreich und Deutschland ein durch die Approbationsordnungen für werdende Ärzte und Apotheker vorgeschriebenes Praktikum von viermonatiger (Medizin) bzw. achtwöchiger (Pharmazie) Dauer.

## Medizin
Die Famulatur für Medizinstudenten „hat den Zweck, dass die Studierenden die ärztliche Tätigkeit in verschiedenen ärztlichen Berufs- und Tätigkeitsfeldern kennenlernen“. Sie muss „unter der Leitung eines approbierten Arztes oder einer approbierten Ärztin abgeleistet“ werden für die Dauer je eines Monats in je einer
1. Einrichtung der ambulanten Krankenversorgung (z. B. Arztpraxis),
2. einem Krankenhaus oder in einer stationären Rehabilitationseinrichtung,
3. einer Einrichtung der hausärztlichen Versorgung und
4. einer der unter 1.–3. „genannten oder einer anderen geeigneten Einrichtung, auch des öffentlichen Gesundheitswesens, in der ärztliche Tätigkeiten ausgeübt werden.“[2]

„Eine im Ausland in einer Einrichtung der ambulanten ärztlichen Krankenversorgung oder in einem Krankenhaus abgeleistete Famulatur kann angerechnet werden.“
Die vier Famulaturen sind zwischen dem Ersten und Zweiten Abschnitt der Ärztlichen Prüfung abzuleisten.
Famulaturen in der Ambulanz einer Klinik, einer Poliklinik oder einer Notaufnahme können als Famulatur in der ambulanten Krankenversorgung anerkannt werden. Je nach Universität und Bundesland besteht teilweise auch die Möglichkeit, eine Famulatur in bestimmten klinisch-theoretischen Universitätsinstituten (z. B. Rechtsmedizin, Pathologie, Pharmakologie oder Mikrobiologie) als Äquivalent einer Praxisfamulatur oder Wahlfamulatur anerkennen zu lassen.
Famulaturen können auch unterteilt werden, wobei der kleinste Famulaturabschnitt je nach Bundesland eine gewisse Mindestdauer aufweisen muss. Diese beträgt z. B. in Schleswig-Holstein und Baden-Württemberg 14 Tage, in Hessen können nur 5 Famulaturen abgeleistet werden, also können nur 2 Famulaturen weniger als 30 Tage dauern.
Weitere Abweichungen sind je nach Studien- und Prüfungsordnung möglich.

## Pharmazie
Auch für Pharmaziestudenten schreibt die Approbationsordnung eine Famulatur vor, die insgesamt acht Wochen dauert (die auf zweimal vier Wochen aufgeteilt werden können) und zwischen Studienbeginn und erstem Staatsexamen durchgeführt werden muss. Die Famulatur dient dazu, den Studenten mit pharmazeutischen Tätigkeiten vertraut zu machen. In zweiter Linie soll er auch die Organisation, die Betriebsabläufe, die Rechtsvorschriften für Apotheken und die Fachsprache kennenlernen.
Mindestens vier Wochen müssen unter Anleitung und in Verantwortung eines Apothekers in einer öffentlichen Apotheke abgeleistet werden, die übrigen vier Wochen können auch in einer Krankenhausapotheke, in einer Bundeswehrapotheke, in der pharmazeutischen Industrie oder bei einer amtlichen Arzneimitteluntersuchungsstelle durchgeführt werden. Auch eine Famulatur im europäischen Ausland ist teilweise möglich. Pharmazeutisch-technische Assistenten, Pharmazieingenieure, Apothekenassistenten und Apothekerassistenten sind von einer Famulatur befreit.